# Conceição (Familienname)
Conceição ist ein Familienname aus dem portugiesischen Sprachraum.

## Herkunft und Bedeutung
Der Name leitet sich aus der portugiesischen Anrede der Jungfrau Maria (Nossa Senhora da Conceição; deutsch: Unsere Liebe Frau von der Empfängnis) ab, der auf ihre unbefleckte Empfängnis anspielt.
Im Brasilien trugen 2010 etwa 100.000 Personen den Namen. Im Bundesstaat Bahia gehört der Name mit Santos, Jesus, Santana und Nascimento zu den fünf häufigsten Familiennamen, die insgesamt etwa 31 % der Bevölkerung tragen.

## Namensträger
- Abel de Conceição, (* 1978), osttimoresischer Beamter
- Agapito da Conceição, osttimoresischer Beamter
- Alessandro da Conceição Pinto (* 1977), brasilianischer Fußballspieler
- Amadeu Paulo Samuel da Conceição (* 1960), mosambikanischer Diplomat
- Ana da Conceição Ribeiro (* 1967), osttimoresische Politikerin
- Anselmo da Conceição (* 1957), osttimoresischer Politiker
- António da Conceição (Bischof), Bischof von Cochin
- António da Conceição (* 1964), osttimoresischer Politiker
- António Conceição da Silva Oliveira (Toni; * 1961), portugiesischer Fußballspieler und -trainer
- António Amadeu Conceição Cruz (1907–1983), portugiesischer Maler
- António José Conceição Oliveira (Toni; * 1946), portugiesischer Fußballspieler und -trainer
- Carolina Conceição Martins de Pereira (Carol; * 1983), brasilianische Fußballspielerin, siehe Carol Carioca
- Cornélio da Conceição Gama (* 1945), osttimoresischer Freiheitskämpfer und Politiker
- Domingos dos Santos da Conceição, osttimoresischer Politiker
- Elpídio Barbosa Conceição (* 1974), brasilianischer Fußballspieler
- Emerson da Conceição (* 1986), brasilianischer Fußballspieler
- Estanislau da Conceição Aleixo Maria da Silva (* 1952), osttimoresischer Politiker, siehe Estanislau da Silva
- Eugénia da Conceição-Heldt (* 1970), portugiesisch-deutsche Politikwissenschaftlerin
- Flávio Conceição (* 1974), brasilianischer Fußballspieler
- Florentina da Conceição Pereira Martins Smith (* 1958), osttimoresische Politikerin
- Francisco Conceição (* 2002), portugiesischer Fußballspieler
- Hebert Conceição (* 1998), brasilianischer Boxer
- Ilda Maria da Conceição (* 1957), osttimoresische Politikerin
- Jacinto da Conceição, timoresischer Dominikaner und Kolonialverwalter
- Jean-Jacques Conceição (* 1964), angolanisch-portugiesischer Basketballspieler
- José Rodrigues da Conceição (* 1919), portugiesischer Fußballspieler
- José Telles da Conceição (1931–1974), brasilianischer Leichtathlet
- Júlio da Conceição, osttimoresischer Unabhängigkeitskämpfer und Politiker
- Lucas Conceição Costa (* 1999), brasilianischer Sprinter
- Manuel Mendes da Conceição Santos (1876–1955), portugiesischer Geistlicher, Erzbischof von Évora
- Osório Florindo da Conceição Costa (* 1966), osttimoresischer Politiker, siehe Osório Costa
- Robson Conceição (* 1988), brasilianischer Boxer
- Rodrigo Conceição (* 2000), portugiesischer Fußballspieler
- Rommulo Vieira Conceição (* 1968), brasilianischer Künstler und Hochschullehrer
- Ronivaldo Conceição (* 1972), brasilianischer Squashspieler
- Sérgio Conceição (* 1974), portugiesischer Fußballspieler
- Sérgio Emanuel Conceição (* 1996), portugiesischer Fußballspieler
- Vicente da Conceição, osttimoresischer Freiheitskämpfer